# Bembidion flebile
Bembidion flebile är en skalbaggsart som beskrevs av Thomas Casey. Bembidion flebile ingår i släktet Bembidion och familjen jordlöpare. Inga underarter finns listade i Catalogue of Life.